# Дезуло
Дезуло (итал. Desulo) је насеље у Италији у округу Нуоро, региону Сардинија.
Према процени из 2011. у насељу је живело 2460 становника. Насеље се налази на надморској висини од 914 м.

## Становништво
| 1936. | 1951. | 1961. | 1971. | 1981. | 1991. | 2001. | 2011. |
| ----- | ----- | ----- | ----- | ----- | ----- | ----- | ----- |
| 3.843 | 4.077 | 4.739 | 4.293 | 3.778 | 3.213 | 2.887 | 2.465 |